# Knight Squad
Knight Squad is een Amerikaanse live-action comedyserie gemaakt door Sean Cunningham en Marc Dworkin. In de Verenigde Staten ging de serie op 19 februari 2018 in première bij Nickelodeon.

## Plot
Op een magische school voor ridders in opleiding in het koninkrijk Astoria vormen twee erg verschillende leerlingen, Arc en Ciara, een bondgenootschap om elkaars geheimen te bewaren en hun dromen van ridder-zijn te volgen.

## Cast

### Hoofdrolspelers
- Owen Joyner als Arc
- Daniella Perkins als Ciara
- Lilimar als Sage
- Lexi DiBenedetto als Prudence
- Amarr Wooten als Warwick
- Savannah May als Buttercup
- Kelly Perine als Sir Gareth

### Bijrollen
- Seth Carr als Fizzwick
- Geno Segers als Raver
- Jason Sims-Prewitt als de koning

## Afleveringen
| Nummer | Titel                       | Regie              | Script                               | Uitzenddatum                              | Productiecode |
| ------ | --------------------------- | ------------------ | ------------------------------------ | ----------------------------------------- | ------------- |
| 1      | Opening Knight              | Trevor Kirschner   | Sean Cunningham Marc Dworkin         | 19 februari 2018 17 juni 2018 niet bekend | 101           |
| 2      | A Knight at the Roxbury     | Trevor Kirschner   | Sean Cunningham Marc Dworkin         | 24 februari 2018 niet bekend              | 102           |
| 3      | Knight in Shining Armor Day | Trevor Kirschner   | John D. Beck Ron Hart                | 3 maart 2018 niet bekend                  | 103           |
| 4      | One Magical Knight          | Trevor Kirschner   | Lisa Muse Bryant                     | 10 maart 2018 niet bekend                 | 104           |
| 5      | The Dork Knight Returns     | Jonathan Judge     | Wesley Jermaine Johnson Scott Taylor | 17 maart 2018 niet bekend                 | 106           |
| 6      | Tonight, Two Knight         | Trevor Kirschner   | Chris Atwood                         | 24 maart 2018 niet bekend                 | 105           |
| 7      | A Knight's Tail             | Eric Dean Seaton   | Chris Tallman                        | 31 maart 2018 niet bekend                 | 107           |
| 8      | Parent Teacher Knight       | Jody Margolin Hahn | Jennifer Keene                       | 7 april 2018 niet bekend                  | 109           |
| 9      | Do The Knight Thing         | Robbie Countryman  | Michael J.S Murphy & Frank O. Wolff  | 14 april 2018 niet bekend                 | 112           |